# Ulrich Ensinger

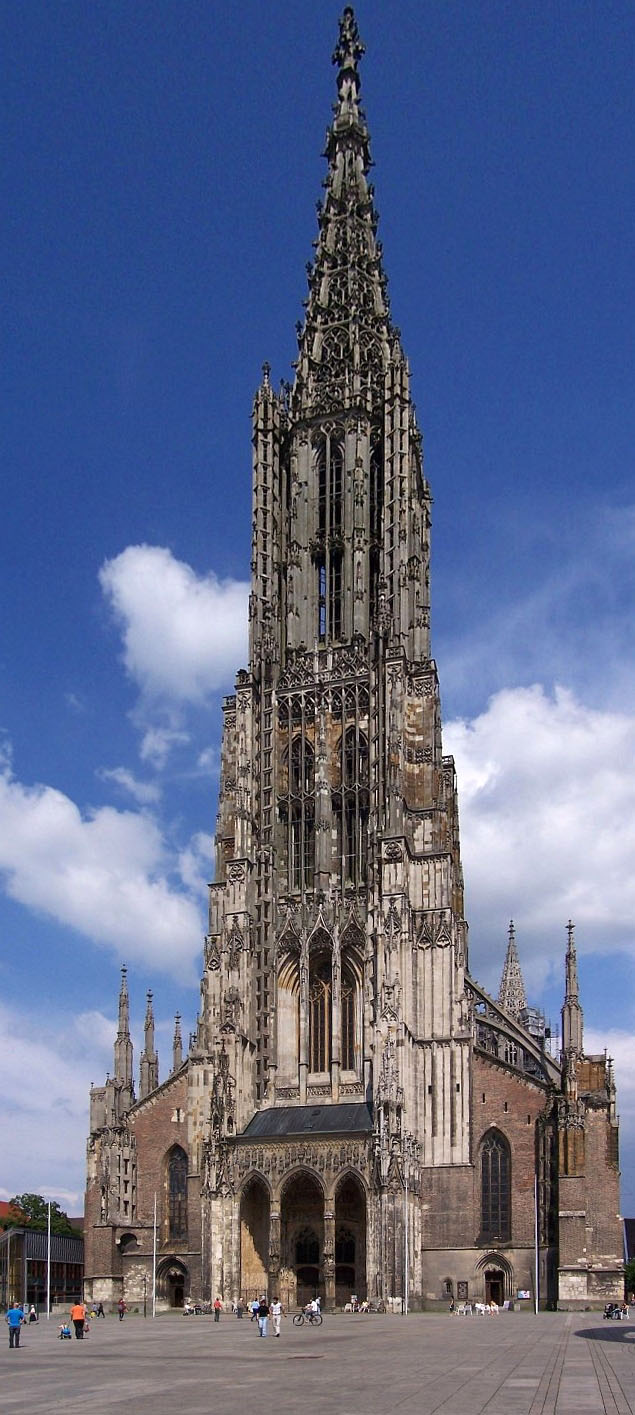
Ulmer Münster: höchster Turm christlicher Kirchen

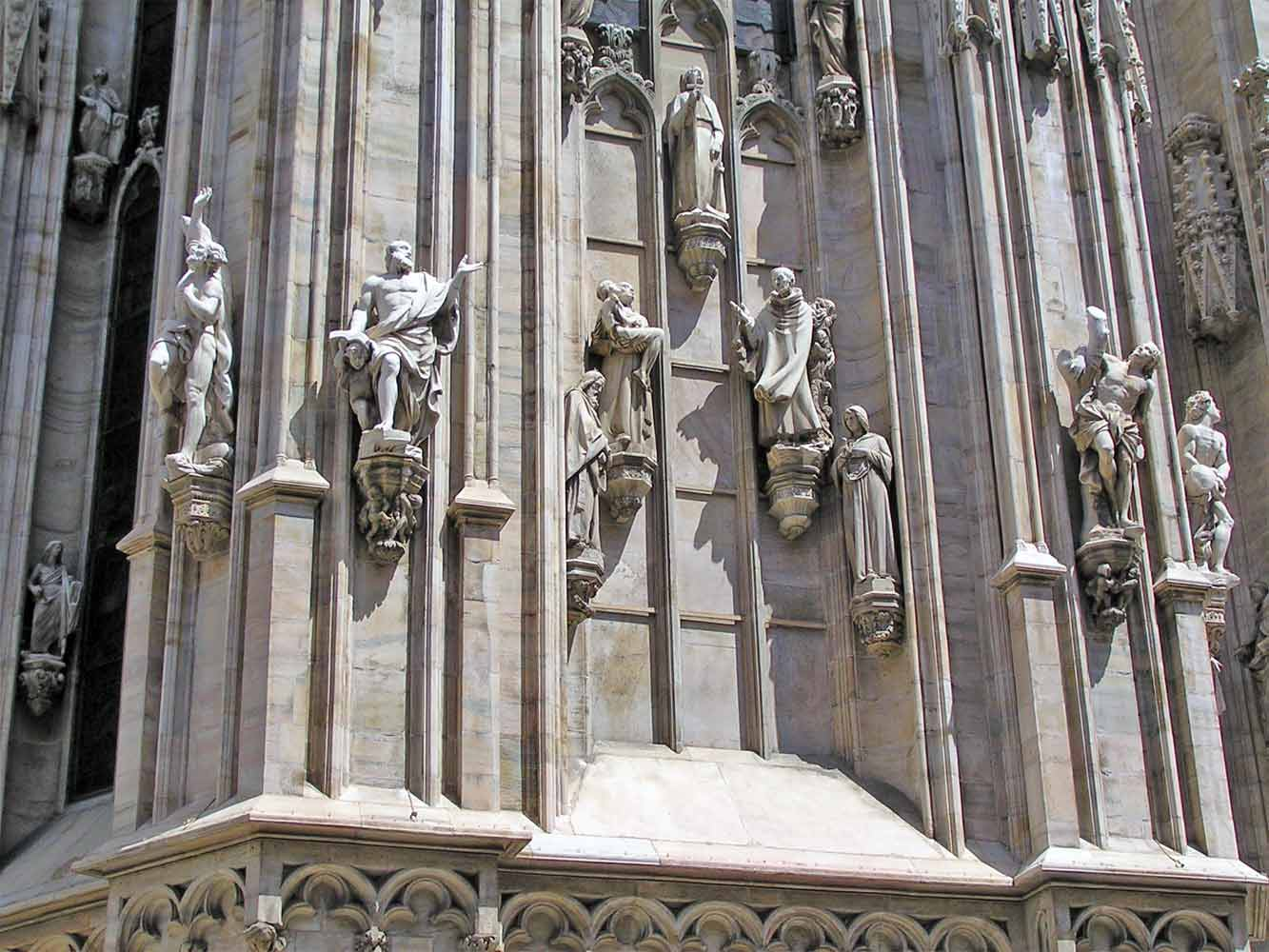
Fassadendetail des Mailänder Doms

Ulrich Ensinger, auch Ulrich von Ensingen und Ulricus Fissingen de Ulme (* 1359 in Oberensingen (?); † 10. Februar 1419 in Straßburg) war ein Baumeister der süddeutschen Gotik.

## Leben
Die Herkunft des Turmbaumeisters ist durch keine Quellen gesichert, ist aber am ehesten in Oberensingen bei Nürtingen zu suchen. Der Ort war in früherer Zeit bekannt durch seine Werk- und Mühlsteinbrüche im Stubensandstein. Ein weiterer Hinweis auf eine solche Herkunft dürfte der Umstand sein, dass Ulrich von Ensingen im Alter von ungefähr 15 Jahren in der nahen Stadt Esslingen (rund 20 Kilometer entfernt) Arbeit suchte und in der Kirchenbauhütte auch fand.
Ulrich von Ensingen war der Stammvater der Werkmeisterfamilie Ensinger. Er war verheiratet mit der Tochter des Hans (* ca. 1390), Sohn des Konrad Glaser (ca. 1325 bis ca. 1393). Ulrich von Ensingen hatte mindestens drei Söhne und zwei Töchter. Die Tochter Anna († 1429) heiratete Hans Kun, der ebenso wie der gemeinsame Sohn Kaspar Kun Werkmeister am Ulmer Münster war. Die Tochter Ursula (1386–1430) ging als Konventualin ins Kloster Weil. Seine drei Söhne Kaspar, Matthäus und Mathias erlernten ebenfalls das Steinmetzenhandwerk und arbeiteten sich zu Baumeistern hoch. Matthäus und sein Enkel Moritz setzten sein Werk fort und folgten ihm als Ulmer Dombaumeister. Matthäus und dessen Sohn Vincenz aus erster Ehe setzten den Bau der Esslinger Frauenkirche fort.

## Werk
Eine enge Beziehung zur Stadt Esslingen am Neckar brachte für Ulrich der Bau der Frauenkirche mit sich. Er trat in die dortige Bauhütte als Geselle ein. In den Esslinger Steuerlisten ist er 1365–1368, 1370–1380, 1390–1393 und 1396–1398 als murer und Stainmetz nachgewiesen. Während der fehlenden Jahre von 1381 bis 1389 dürfte er mit größter Wahrscheinlichkeit auf der vorgeschriebenen Wanderschaft gewesen sein. Sehr wahrscheinlich hat Ulrich ab 1389 die Leitung des Baus der Frauenkirche an Stelle des Meisters Heinrich übernommen. 1391 ist er als Meister erwähnt.
Er baute von 1392 bis 1417 am Ulmer Münster, wo er das bereits begonnene Langhaus bis in halbe Höhe weiterführte und die Planänderung von der ursprünglich vorgesehenen Hallenkirche zur Basilika durchsetzte. Sein Entwurf für den Münsterturm ist im Ulmer Stadtmuseum erhalten. Der Riss von 70,4 cm Breite und 306,5 Zentimeter, der aus fünf großen und zwei kleinen Blättern besteht, ist eine der bedeutendsten gotischen Architekturzeichnungen und der einzige bekannte Entwurf von seiner Hand. Lediglich die Untergeschosse des Turmes konnte Ensinger errichten. Matthäus Böblinger baute nach eigenen Rissen weiter, doch der Westturm blieb im Mittelalter unvollendet (Chortürme und Westturm sind Werke des 19. Jahrhunderts). Von 1394 bis 1395 baute Ensinger am Mailänder Dom. 1399 berief man ihn nach Straßburg, wo er bis zu seinem Tod den oktogonalen Nordturm auf der Plattform des Straßburger Münsters bis zum Ansatz des Helmes erbaute. Er war auch ab 1400 der Baumeister, der den Turm der Esslinger Frauenkirche entwarf und den Bau begann. 1414 lieferte er den Entwurf für den Georgsturm des Basler Münsters. Auch der sonst als Werk Madern Gertheners geltende, 1415 begonnene Westturm des Frankfurter Domes wird ihm in einer 2010 erschienenen Veröffentlichung zugeschrieben. Keines seiner Werke wurde zu seinen Lebzeiten vollendet, vieles in veränderter Form weitergeführt.
Der Turm des Straßburger Münsters, das „zu den genialsten Turmkonstruktionen der Gotik“ gezählt wird, gilt als sein Meisterwerk, wenngleich die Vollendung auch hier erst nach seinem Tod geschah. Ulrich von Ensingen gilt als Erfinder der von einer Art Aussichtsgalerie bzw. Halskrause durchbrochenen Turmhelme, die beispielsweise auch an den Türmen der Kathedrale von Burgos von Johannes von Köln umgesetzt wurden.

## Ehrungen

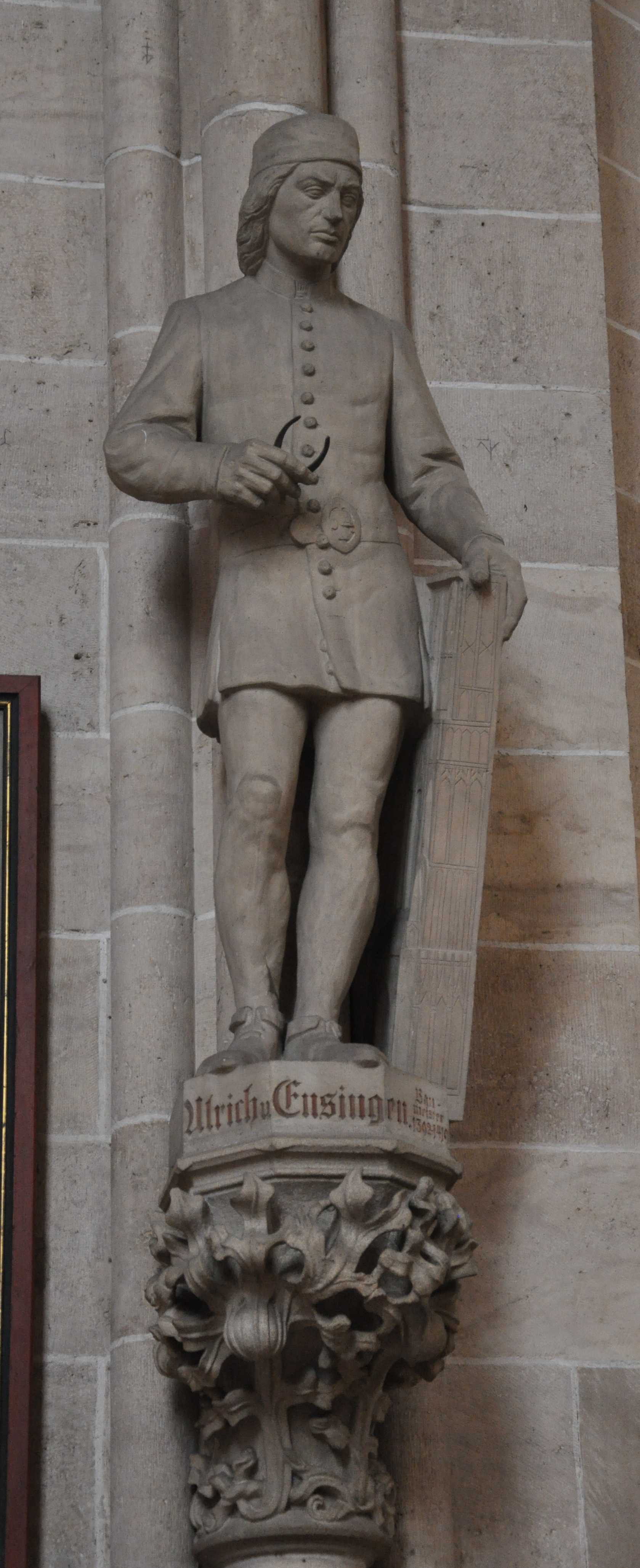
Statue „Ulrich von Ensingen“ im Ulmer Münster

Der Münchener Bildhauer Hermann Lang schuf 1911/12 eine überlebensgroße Statue des Baumeisters, die im Ulmer Münster errichtet wurde. Die Stadt Ulm hat eine Schule (Ulrich-von-Ensingen-Gemeinschaftsschule) nach ihm benannt. Ein Wagen der Straßenbahn Ulm trägt seinen Namen.